# Phú Hòa (thị trấn), Phú Hòa
Phú Hòa là thị trấn huyện lỵ của huyện Phú Hòa, tỉnh Phú Yên, Việt Nam.

## Địa lý
Thị trấn Phú Hòa có vị trí địa lý:
- Phía đông giáp xã Hòa Thắng
- Phía tây giáp xã Hòa Định Tây
- Phía nam giáp xã Hòa Phong và huyện Tây Hòa qua sông Đà Rằng
- Phía bắc giáp xã Hòa Định Đông.

Thị trấn Phú Hòa có diện tích 17,79 km², dân số năm 2007 là 8.924 người, mật độ dân số đạt 502 người/km².

## Hành chính
Thị trấn Phú Hòa gồm 4 khu phố :
- Khu phố Định Thắng 1
- Khu phố Định Thắng 2
- Khu phố Định Thọ 1
- Khu phố Định Thọ 2

## Lịch sử
Ngày 3 tháng 12 năm 2007, theo Nghị định số 1975/2007/NĐ-CP của Chính phủ. Theo đó, thành lập thị trấn Phú Hòa thuộc huyện Phú Hòa trên cơ sở điều chỉnh 1.779,26 ha diện tích tự nhiên và 8.924 nhân khẩu của xã Hòa Định Đông..
Thị trấn Phú Hòa có 1.779,26 ha diện tích tự nhiên và 8.924 nhân khẩu.